# 24kGoldn
Голдън Ландис Фон Джоунс, известен с псевдонима си 24kGoldn, е певец, роден на 13 ноември 2000 г. в град Сан Франциско в САЩ. Добива широка популярност със сингъла си Valentino през 2019 г., който се нарежда на 92-ро място в класацията US Billboard Hot 100.

## Кариера
24kGoldn пуска първата си песен, Trappers Anthem, заедно с музикален клип през 2017 г. До януари 2019 г. обаче той все още не се радва на особена популярност. Тогава изпълнителят издава сингъла си Valentino, който скоростно достига 100 милиона пускания в платформата Spotify. Не след дълго Фон Джоунс получава първото си предложение за професионална кариера от продуцента Дейвид Луис Доман. През ноември 2019 г. подписва договор с компаниите Records и Columbia Records.
Първия си албум, озаглавен El Dorado, рапърът издава на 26 март 2021 г. В него има 13 песни, в някои от които участват други известни личности като Майкъл Иън Олмо, Джонатан Линдъл Кърк и други.